# Masahiko Kimura (futbolista)
Masahiko Kimura (木村 允彦 Kimura Masahiko?, nacido el 1 de octubre de 1984 en Hiroshima) es un exfutbolista japonés. Jugaba de defensa y su último club fue el Fagiano Okayama de Japón.

## Trayectoria

### Clubes
| Club            | País  | Año         |
| --------------- | ----- | ----------- |
| FC Gifu         | Japón | 2007        |
| Fagiano Okayama | Japón | 2008 - 2010 |